# Arctic Race of Norway 2016
De 4e editie van de Arctic Race of Norway werd van 11 tot en met 14 augustus 2016 verreden. De start vond  plaats in Fauske, de finish in Bodø. De ronde maakte deel uit van de UCI Europe Tour 2016, in de categorie 2.HC. Titelverdediger was de Est Rein Taaramäe. Deze editie werd gewonnen door de Italiaan Gianni Moscon van de Britse ploeg Team Sky.

## Deelnemende ploegen
| WorldTour           | ProContinentaal        | Continentaal          |
| ------------------- | ---------------------- | --------------------- |
| Astana Pro Team     | Bora-Argon 18          | Team Coop-Øster Hus   |
| BMC Racing Team     | Fortuneo-Vital Concept | Team Joker Byggtorget |
| Team Giant-Alpecin  | Wanty-Groupe Gobert    | Ringeriks-Kraft       |
| IAM Cycling         | Direct Énergie         | Team Sparebanken Sør  |
| Team Katjoesja      | ONE Pro Cycling        |                       |
| Tinkoff             | Stölting Service Group |                       |
| FDJ                 |                        |                       |
| Team Dimension Data |                        |                       |
| Team Sky            |                        |                       |
| Team LottoNL-Jumbo  |                        |                       |
| Trek-Segafredo      |                        |                       |

## Etappe-overzicht
| etappe | datum       | start     | finish       | type       | afstand  | winnaar            | ploeg              | klassementsleider  |
| ------ | ----------- | --------- | ------------ | ---------- | -------- | ------------------ | ------------------ | ------------------ |
| 1e     | 11 augustus | Fauske    | Rognan       | Heuvelrit  | 180,5 km | Alexander Kristoff | Team Katjoesja     | Alexander Kristoff |
| 2e     | 12 augustus | Mo i Rana | Sandnessjøen | Vlakke rit | 198,5 km | Danny van Poppel   | Team Sky           | Danny van Poppel   |
| 3e     | 13 augustus | Nesna     | Korgfjellet  | Heuvelrit  | 160 km   | Gianni Moscon      | Team Sky           | Gianni Moscon      |
| 4e     | 14 augustus | Rana      | Bodø         | Vlakke rit | 193 km   | John Degenkolb     | Team Giant-Alpecin | Gianni Moscon      |

## Etappe-uitslagen

### 1e etappe
| Fauske - Rognan (180,5 km) |                    |                             |          |
| Plaats                     | Naam               | Ploeg                       | Tijd     |
| Winnaar                    | Alexander Kristoff | Team Katjoesja              | 4u10'02" |
| 2                          | John Degenkolb     | Team Giant-Alpecin          | z.t.     |
| 3                          | Danny van Poppel   | Team Sky                    | z.t.     |
|                            |                    |                             |          |
| 12                         | Jarl Salomein      | Topsport Vlaanderen-Baloise | z.t.     |

| Algemeen klassement |                    |                             |          |
| Plaats              | Naam               | Ploeg                       | Tijd     |
| Blauwe trui         | Alexander Kristoff | Team Katjoesja              | 4u09'52" |
| 2                   | Gregory Rast       | Trek-Segafredo              | +3"      |
| 3                   | John Degenkolb     | Team Giant-Alpecin          | +4"      |
|                     |                    |                             |          |
| 5                   | Danny van Poppel   | Team Sky                    | +6"      |
| 14                  | Jarl Salomein      | Topsport Vlaanderen-Baloise | +10"     |

### 2e etappe
| Mo i Rana - Sandnessjøen (198,5 km) |                    |                             |          |
| Plaats                              | Naam               | Ploeg                       | Tijd     |
| Winnaar                             | Danny van Poppel   | Team Sky                    | 4u46'16" |
| 2                                   | John Degenkolb     | Team Giant-Alpecin          | z.t.     |
| 3                                   | Moreno Hofland     | Team LottoNL-Jumbo          | z.t.     |
|                                     |                    |                             |          |
| 13                                  | Bert Van Lerberghe | Topsport Vlaanderen-Baloise | z.t.     |

| Algemeen klassement |                    |                             |          |
| Plaats              | Naam               | Ploeg                       | Tijd     |
| Blauwe trui         | Danny van Poppel   | Team Sky                    | 8u56'04" |
| 2                   | John Degenkolb     | Team Giant-Alpecin          | +2"      |
| 3                   | Alexander Kristoff | Team Katjoesja              | +4"      |
|                     |                    |                             |          |
| 16                  | Preben Van Hecke   | Topsport Vlaanderen-Baloise | +14"     |

### 3e etappe
| Nesna - Korgfjellet (160 km) |                  |                 |          |
| Plaats                       | Naam             | Ploeg           | Tijd     |
| Winnaar                      | Gianni Moscon    | Team Sky        | 4u00'09" |
| 2                            | Stef Clement     | IAM Cycling     | +11"     |
| 3                            | Oscar Gatto      | Tinkoff         | +24"     |
|                              |                  |                 |          |
| 10                           | Philippe Gilbert | BMC Racing Team | +31"     |

| Algemeen klassement |                  |                             |           |
| Plaats              | Naam             | Ploeg                       | Tijd      |
| Blauwe trui         | Gianni Moscon    | Team Sky                    | 12u56'17" |
| 2                   | Stef Clement     | IAM Cycling                 | +15"      |
| 3                   | Oscar Gatto      | Tinkoff                     | +30"      |
|                     |                  |                             |           |
| 7                   | Preben Van Hecke | Topsport Vlaanderen-Baloise | +41"      |

### 4e etappe
| Rana - Bodø (193 km) |                    |                             |          |
| Plaats               | Naam               | Ploeg                       | Tijd     |
| Winnaar              | John Degenkolb     | Team Giant-Alpecin          | 4u17'40" |
| 2                    | Alexander Kristoff | Team Katjoesja              | z.t.     |
| 3                    | Arnaud Démare      | FDJ                         | z.t.     |
|                      |                    |                             |          |
| 4                    | Moreno Hofland     | Team LottoNL-Jumbo          | z.t.     |
| 10                   | Bert Van Lerberghe | Topsport Vlaanderen-Baloise | z.t.     |

| Algemeen klassement |                  |                             |           |
| Plaats              | Naam             | Ploeg                       | Tijd      |
| Blauwe trui         | Gianni Moscon    | Team Sky                    | 17u13'57" |
| 2                   | Stef Clement     | IAM Cycling                 | +15"      |
| 3                   | Oscar Gatto      | Tinkoff                     | +30"      |
|                     |                  |                             |           |
| 7                   | Preben Van Hecke | Topsport Vlaanderen-Baloise | +41"      |

## Klassementsleiders na elke etappe
| Etappe | Algemeen klassement | Puntenklassement   | Bergklassement   | Jongerenklassement | Ploegenklassement |
| ------ | ------------------- | ------------------ | ---------------- | ------------------ | ----------------- |
| 1e     | Alexander Kristoff  | Alexander Kristoff | Tom Van Asbroeck | Danny van Poppel   | Team Sky          |
| 2e     | Danny van Poppel    | Danny van Poppel   | Kévin Van Melsen | Danny van Poppel   | Team Sky          |
| 3e     | Gianni Moscon       | Danny van Poppel   | Tom Van Asbroeck | Gianni Moscon      | Team Sky          |
| 4e     | Gianni Moscon       | John Degenkolb     | Tom Van Asbroeck | Gianni Moscon      | Team Sky          |

## Eindklassementen
| Plaats      | Naam                 | Ploeg                       | Tijd      |
| ----------- | -------------------- | --------------------------- | --------- |
| Blauwe trui | Gianni Moscon        | Team Sky                    | 17u13'57" |
| 2           | Stef Clement         | IAM Cycling                 | +15"      |
| 3           | Oscar Gatto          | Tinkoff                     | +30"      |
| 4           | Martin Elmiger       | IAM Cycling                 | +34"      |
| 5           | Odd Christian Eiking | FDJ                         | z.t.      |
| 6           | Sebastián Henao      | Team Sky                    | +38"      |
| 7           | Preben Van Hecke     | Topsport Vlaanderen-Baloise | +41"      |
| 8           | Philippe Gilbert     | BMC Racing Team             | z.t.      |
| 9           | Reto Hollenstein     | IAM Cycling                 | z.t.      |
| 10          | Amaël Moinard        | BMC Racing Team             | z.t.      |

| Plaats      | Naam               | Ploeg                       | Punten |
| ----------- | ------------------ | --------------------------- | ------ |
| Groene trui | John Degenkolb     | Team Giant-Alpecin          | 39     |
| 2           | Alexander Kristoff | Team Katjoesja              | 35     |
| 3           | Danny van Poppel   | Team Sky                    | 32     |
|             |                    |                             |        |
| 28          | Floris De Tier     | Topsport Vlaanderen-Baloise | 3      |

| Plaats    | Naam                | Ploeg                | Punten |
| --------- | ------------------- | -------------------- | ------ |
| Rode trui | Tom Van Asbroeck    | Team LottoNL-Jumbo   | 12     |
| 2         | Carl Fredrik Hagen  | Team Sparebanken Sør | 7      |
| 3         | Andreas Schillinger | Bora-Argon 18        | 6      |
|           |                     |                      |        |
| 11        | Stef Clement        | IAM Cycling          | 3      |

| Plaats     | Naam                 | Ploeg              | Tijd      |
| ---------- | -------------------- | ------------------ | --------- |
| Witte trui | Gianni Moscon        | Team Sky           | 17u13'57" |
| 2          | Odd Christian Eiking | FDJ                | +34"      |
| 3          | Sebastián Henao      | Team Sky           | +38"      |
|            |                      |                    |           |
| 5          | Loic Vliegen         | BMC Racing Team    | +48"      |
| 25         | Mike Teunissen       | Team LottoNL-Jumbo | +7'51"    |

| Plaats | Ploeg                       | Tijd      |
| ------ | --------------------------- | --------- |
| 1      | Team Sky                    | 51u43'27" |
| 2      | IAM Cycling                 | z.t.      |
| 3      | BMC Racing Team             | +34"      |
|        |                             |           |
| 4      | Topsport Vlaanderen-Baloise | +2'37"    |
| 13     | Team LottoNL-Jumbo          | +8'28"    |

## Opgaves
- Matteo Pelucchi (1e etappe)
- Jay McCarthy (1e etappe)
- Sebastian Mora (2e etappe)
- .Joeri Trofimov (2e etappe)
- Alex Kirsch (3e etappe)
- Kévin Van Melsen (3e etappe)
- Sam Bennett (4e etappe)
- Chris Opie (4e etappe)